# Timelie
《Timelie》是由Urnique Studio開發的益智游戏，於2020年發行。故事講述女孩於神秘設施清醒後，發現自己能預見未來和操縱時間，並運用該能力逃離設施。玩家將操控女主角並解開謎題。該作使用了「時間軸」的游戏机制，玩家可像觀看影片般拖動時間軸，以回溯或預覽解謎過程。該作的開發始於2016年，其靈感源於2007年電影。該作發行後，評論家稱讚了其遊戲機制，但於其他方面褒貶不一。

## 情節
女孩於內有機器人的神秘設施清醒後，開始尋找設施的出口。過程中機器人突然啟動並追捕女孩，而她於逃亡時發現自己能預見未來和操縱時間，躲避原先會發生的危機。女孩躲避追捕後，走到了有四扇門和巨大時鐘的房間。她於第一扇門中發現了一隻橘貓，她想要撫摸橘貓，但它卻直接逃走。女孩於第二扇門中看見橘貓受困於一扇門前，而它身後是正在消失的設施。她將橘貓救下後，一人一貓開始共同行動。她們完成第四扇門後，巨大時鐘啟動，此時橘貓開始漂浮並全身發光，女孩跑上前想要碰觸橘貓。她回到先前曾造訪的地點，並跟隨發光橘貓的行蹤。她來到當初遇見它的地方，但只能找到虛弱的橘貓，而橘貓在她回到房間後消散為發光的碎片，女孩於多次嘗試回溯時間後無果。結局中，女孩於一開始醒來的地點再次清醒。

## 玩法

玩家可以拖動遊戲畫面下方的「時間軸」，以回溯或預覽解謎過程

《Timelie》是一款益智游戏。玩家將於傾斜的固定俯視視角下操控女主角，並運用她的時間操縱能力解開謎題。該作分為數個區域，每個區域會有數個關卡。遊戲畫面的下方會有「時間軸」，玩家可像觀看影片般拖動時間軸，以回溯或預覽解謎過程。於時間軸的每個部分，玩家都可以自由控制角色。玩家的目標是前往數字鍵盤所在位置，解鎖關卡的出口。關卡中會出現正在巡邏的機器人，玩家被機器人抓住或用盡限制時間即須重新開始該關卡。玩家可與遊戲場景互動，如收集用於修復斷橋的「力量方塊」、啟動開關或攻擊機器人。玩家通關到一定程度後會獲得第二個可操控角色橘貓，橘貓可以鑽進類似於通風管道的小洞，並利用叫聲吸引機器人注意。部分關卡會有「文物挑戰」，玩家於指定條件下通關可獲得收集品「文物」。

## 開發與發行
《Timelie》的開發始於2016年，起初是大學同學之間的學生專案，並於微軟潛能創意盃獲獎。數年後，他們於泰國曼谷創立獨立遊戲工作室Urnique Studio，並決定重啟《Timelie》，作為工作室的出道作。據創意總監Parimeth Wongsatayanon所述，該作的靈感源於2007年電影，片中的主角可預知未來。他提到電影中有個場景是主角在賭場內躲避守衛，並運用能力計劃每一步行動，他認為若能於電子遊戲實現這種場景，一定會相當有趣。
該作以遊戲引擎Unity開發。開發團隊首先遇到的挑戰是如何將預知未來的能力引入遊戲。Wongsatayanon為此研究多年，於大量試錯後，他發現可以運用影片進度條將此種能力可视化。該作先導預告片的歌曲〈The Last Eternity〉由前專案成員Aun Jessada創作，遊戲則由作曲家Pongsathorn Posayanonth配樂，Aube Production的Angel Ignace製作音效。
該作的Microsoft Windows版本於2020年5月21日在Steam發行，macOS版本於同年6月23日發行，首部可下载内容「冥界循环」於同年10月9日發行。該作的任天堂Switch版本由Zordix Publishing於2021年12月15日發行。

## 反應
《Timelie》於匯總媒體Metacritic獲評「正面評論為主」。評論家讚揚了該作的游戏机制。Game Informer的本·里夫斯表示該作於貓成為可操控角色後添加了不少深度，因為玩家須同時操控女主角和貓才能通關。他稱讚該作的謎題從頭到尾都不會太過複雜，但認為謎題本身不夠多元，使遊戲整體的體驗有些淺薄。Windows Central的麗貝卡·斯皮爾稱讚了該作的時間操縱機制和具挑戰性的謎題，但表示部分謎題需要精確控制角色，會令玩家於解謎過程感到乏味和氣餒。斯皮爾著重提及了該作最後一章中環環相扣的謎題，對她而言，遊玩過程中的每個新情況都十分新穎。PC Gamer的泰勒·懷爾德表示，多數謎題於機制與概念之間的複雜度取得完美平衡，使他能於解開這些謎題的過程中感到滿足。篝火營地的熊貓命稱讚該作的遊戲系統創意十足，有種「扎实的严谨感」，並認為該作具備成功的解謎遊戲應有的特質。
評論家對該作的美術和音樂褒貶不一。懷爾德表示該作直角風格的遊戲世界雖引人注目但相當無趣。Fami通的Jigoro蘆田提到該作的角色塑造和氛圍皆很討喜。斯皮爾稱讚該作的美術風格和原聲帶相當契合。里夫斯和遊戲角落的Aftermath則表示該作的音樂中規中矩。評論家對該作的情節同樣褒貶不一。熊貓命認為雖然該作沒有台詞，但劇情表現力非常出色；Aftermath表示該作的情節並未給他留下深刻印象；懷爾德則批評敘事模糊不清，使他昏昏欲睡。
該作於2020年曼谷國際數位內容展（BIDC）獲頒「年度遊戲」、「最佳遊戲設計」等獎項。

## 外部連結
- 官方网站 （英文）